# 1972年札幌オリンピックの東ドイツ選手団
1972年札幌オリンピックの東ドイツ選手団（1972ねんさっぽろオリンピックのひがしドイツせんしゅだん）は、1972年2月3日から2月13日まで日本の北海道札幌市で開催された1972年札幌オリンピックの東ドイツ選手団、およびその競技結果。

## 概要
今大会では金メダル4個、銀メダル3個、銅メダル7個の計14個のメダルを獲得した。
リュージュでは、男子1人乗りヴォルフガング・シャイデル、男子2人乗りホルスト・ヘルンライン＆ラインハルト・ブレドー、女子1人乗りアンナ＝マリア・ミューラーがそれぞれ金メダルを獲得し、全3種目9個のメダルのうち8個を東ドイツ勢が独占する圧倒的強さを見せ付けた。

## メダル
| メダル | 選手名                                                                                | 競技               | 種目              |
| ------ | ------------------------------------------------------------------------------------- | ------------------ | ----------------- |
| 金     | ウルリヒ・ベーリンク                                                                  | ノルディック複合   | 男子個人          |
| 金     | ヴォルフガング・シャイデル                                                            | リュージュ         | 男子1人乗り       |
| 金     | アンナ＝マリア・ミューラー                                                            | リュージュ         | 女子1人乗り       |
| 金     | ホルスト・ヘルンライン ラインハルト・ブレドー                                         | リュージュ         | 男子2人乗り       |
| 銀     | ハンスユルク・クナウテ                                                                | バイアスロン       | 男子20km          |
| 銀     | ハラルト・エーリヒ                                                                    | リュージュ         | 男子1人乗り       |
| 銀     | ウーテ・リューロルト                                                                  | リュージュ         | 女子1人乗り       |
| 銅     | カール＝ハインツ・ルック                                                              | ノルディック複合   | 男子個人          |
| 銅     | ライナー・シュミット                                                                  | スキージャンプ     | 男子90m級         |
| 銅     | ハンスユルク・クナウテ ヨアヒム・マイシュナー ディーター・スペール ホルスト・コシュカ | バイアスロン       | 男子4×7.5kmリレー |
| 銅     | マヌエラ・グロス ウーベ・カゲルマン                                                   | フィギュアスケート | ペア              |
| 銅     | ヴォルフラム・フィードラー                                                            | リュージュ         | 男子1人乗り       |
| 銅     | マルギット・シューマン                                                                | リュージュ         | 男子1人乗り       |
| 銅     | クラウス・ボンザック ヴォフラム・フィードラー                                         | リュージュ         | 男子2人乗り       |